# Allium carmeli
Allium carmeli — вид трав'янистих рослин родини амарилісові (Amaryllidaceae), поширений у західній Азії.

## Поширення
Поширений у східному Середземномор'ї (південний Ліван, Йорданія, Ізраїль, Палестина).
Цей вид мешкає в середземноморському лісі, рідколіссях та чагарниках на додаток до скелястої землі, макісу, батхи та краю полів.

## Загрози та охорона
Популяції, ймовірно, були втрачені в результаті перетворення середовища проживання для сільського господарства та урбанізації.
Цей вид зафіксований у лісовому заповіднику Айлун та Королівському ботанічному саду Тел Ар-Румман у Йорданії. В Ізраїлі та Палестині більша частина ареалу не перебуває в заповідних зонах.